# 아사히 (프로레슬러)

아사히(일본어: あさひ, 2002년 10월 19일~2024년 2월 1일)는 일본의 여성 프로레슬러 선수이자 종합격투가이다. 군마현 출신의 여성 프로레슬러로 나가사키 마루코 & 235 & 시라이 미오의 제자이다.

## 커리어
중학교 1학년 때 프로레슬러가 되기 위해 아이스 리본에서 열린 프로레슬링 서클에 참가하게 된다. 중학교 3학년인 시절인 2017년에 시라이 미오가 연습생으로 받아주면서 부터 프로레슬러로 데뷔하기 전까지 훈련에만 몰입했고, 토요타 마나미와의 경기를 통해 데뷔전을 갖지만 패한다.
이후로 싱글 및 태그팀 경기에 출연하지만 대부분 패하거나 시간경과로 끝나는 경기들 밖에 없었고, 중학교 졸업 후 고등학생이 될 무렵인 2018년에 나오 데이트와 팀을 이뤄 줄리아 & 카렌 데이트와의 경기에서 처음으로 승리를 거둔다.
Kani KING Produce, Marvelous, SEAdLINNNG, 대일본 프로레슬링(BJW), OZ 아카데미에도 잠깐 출연하게 되고, 여전히 강자들 앞에선 패해 싱글에서 제대로된 승리를 하지 못하고 있었고, 2020년까지 넘어와서도 태그팀 경기에서 때때로 승리를 거두거나 싱글에선 패배 또는 시간경과로 인한 무승부로만 끝나는 일이 생기다가 2021년에 신인인 사란과의 경기에서 승리를 거두며 싱글에서 처음으로 승리를 거둬 연패에서 탈출한다.
싱글 연패 탈출후부터 조금씩 올라가는 모습을 보이며 다른선수들에게 뒤지지 않는 모습을 보이나 여전히 일찍 데뷔한 선수들에겐 번번히 자고다녔고, 고등학교 졸업 후엔 디아나에도 가끔씩 출연하다가 처음으로 Actwres girl'Z에도 출연해 사이하라 마리노와 팀을 이뤄 나루 & 아야노와의 경기에서 승리를 거둔다.
아이스 리본에서 활동했지만 챔피언십에 도전해도 챔피언 경력을 만드는데 실패하고, 2023년 4월에 아이스 리본을 퇴단하면서 Actwres girl'Z로 이적한다. 마츠이 미사 & 야마다 나호와 함께 Teppen를 결성하며 다른 유닛들과 격돌하게 된다.
2024년 2월 1일, 자동차 사고로 사망하였다.

## 기타
- 취미는 프로레슬링 관전 & YouTube 동영상 시청이다.
- 특기는 거문고 연주이다.
- 마츠시타 카호와는 고등학교 동창이다.
- 좋아하는 캐릭터는 바츠마루 & 오판츄우사기(おぱんちゅうさぎ) & 캐릭캐릭 체인지의 쿠스쿠스이다.